# Sköttorpsraset

Sköttorpsraset var det första av efterkrigstidens stora jordskred i Västsverige.
Vårfloden slet, i februari 1946, med sig sju tunnland åkermark och åtta tunnland skog när en miljon kubikmeter jord försköts vid Lidan. Vattnet steg tolv meter över det normala, Lidköping hotades, industrier evakuerades och affärer utrymdes.
En torpare vid Sköttorp, cirka 15 kilometer söder om Lidköping, kunde på lördagsmorgonen den 2 februari se att en stor jordmassa kanat ner i Lidan och bildat en fördämning. Vattnet började stiga och det bildades en fyra kilometer lång och flera hundra meter bred damm. Den rymde ett 50-tal miljoner kubikmeter vatten som tryckte på och risken att vattenmassorna skulle bryta genom vallen och i en jättevåg spola med sig allt på sin väg till Lidköping bedömdes som stor. Staden skulle då dränkas och skadorna bli enorma.
Svensk och internationell press bevakade i flera dagar händelseförloppet och nyfikna samlades vid Sköttorp, och i hamnen i Lidköping bogserades samtliga fartyg ut på Kinneviken. Vid rasplatsen grävde utkommenderad militär och folk från Vägverket med sina spadar och skyfflar för att åstadkomma en ny fåra att leda vattnet i. Till slut började vattnet sippra i deras nygrävda dike, det vidgades till en bäck och vattenmassorna grävde så småningom en ny älv genom lermassorna. Avtappningen från den nya sjön fortsatte sedan utan problem, men först fredagen den 8 februari kunde Nya Lidköpings-Tidningen meddela att faran var över. Nu är där en lugn och förhoppningsvis stadig åker.
På uppdrag av Länsstyrelsen i Skaraborgs län dokumenterade fotografen Lennart Nilsson rasmassorna och fördämningen. Dessa fotografier finns bevarade i Landsarkivet i Göteborg.